# Onychostoma elongatum
Onychostoma elongatum is een straalvinnige vissensoort uit de familie van de eigenlijke karpers (Cyprinidae). De wetenschappelijke naam van de soort werd voor het eerst geldig gepubliceerd in 1934 door Jacques Pellegrin en Pierre Chevey.